# Trochonematoidea
De Trochonematoidea zijn een superfamilie van uitgestorven weekdieren uit de klasse van de Gastropoda (slakken).

## Families
- † Lophospiridae Wenz, 1938
- † Trochonematidae Zittel, 1895